# 龍虎

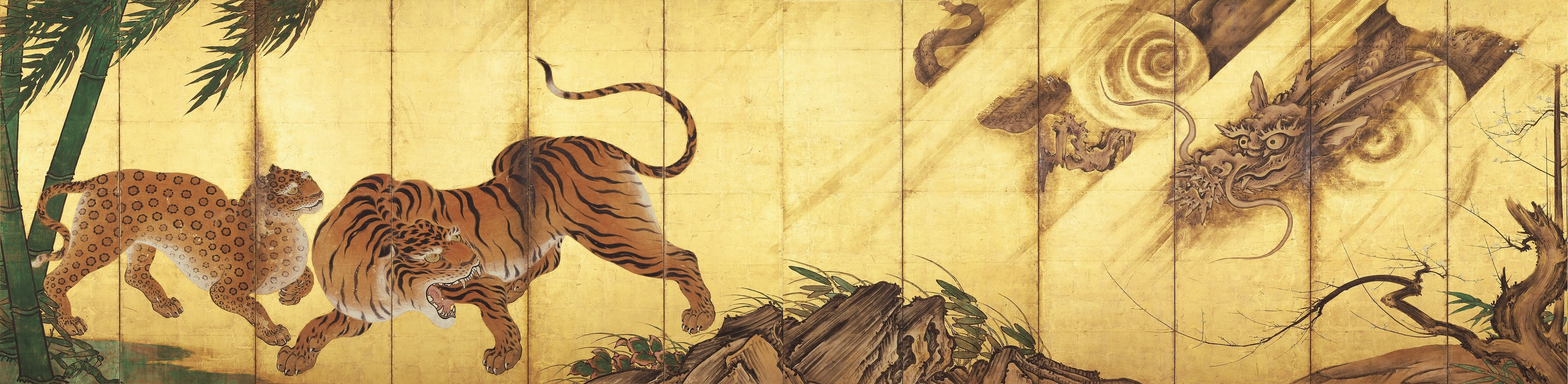
龍虎図屏風（狩野山楽筆）

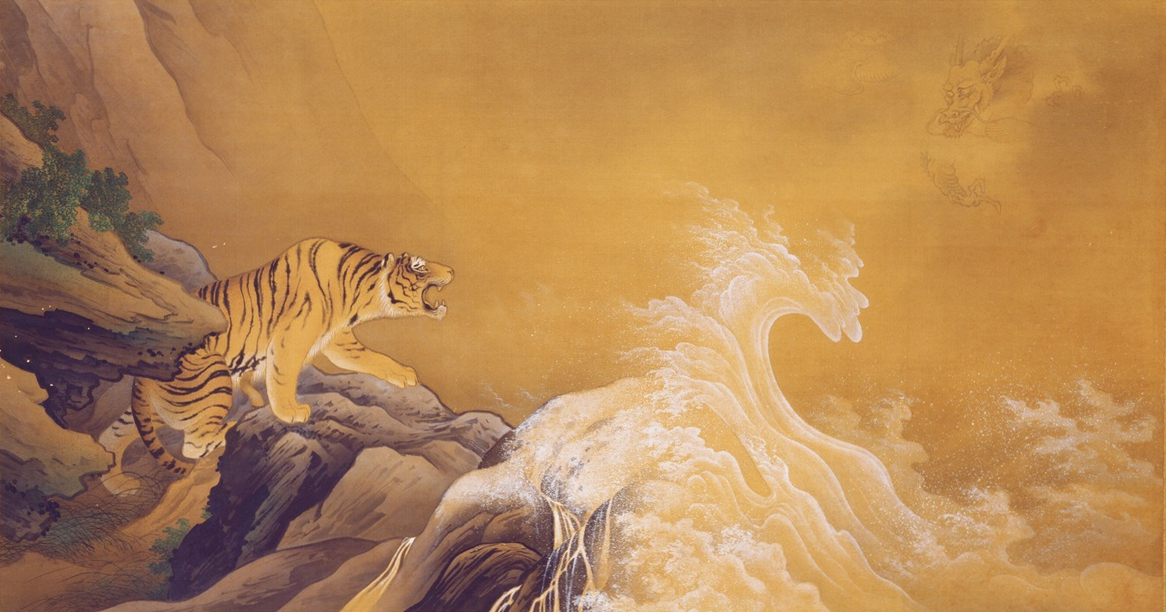
龍虎図（橋本雅邦筆）

竜虎、龍虎（りゅうこ、りょうこ）は、竜（龍）と虎。
強大な力量を持ち、実力が伯仲する二人の英雄や豪傑を示す文言としても用いられ、そうした両者が勝負することを「竜虎相搏（りょうこそうはく、りゅうこそうはく）」「竜虎相搏つ（りゅうこあいうつ）」という。
美術における竜虎の組み合わせは古代中国より用いられており、その意味するところは『易経』にある「龍吟ずれば雲起こり、虎嘯けば風生ず」「雲は竜に従い、風は虎に従う」に由来するとする説がある。宋の時代に『易経』の一節が絵にされて広まったという。
日本では室町時代以降、戦国武将たちが竜虎の屏風絵によって権勢を誇示し、禅僧にも好まれた。江戸時代には定着しており、雲や波をともなう構図が多く、狩野派や琳派によって描かれてきた。

## 龍虎と呼ばれる関係の人物
- 武田信玄と上杉謙信 - 信玄を「甲斐の虎」、謙信を「越後の龍」。もしくは信玄を「甲斐の龍」、謙信を「越後の虎」。どちらを龍・虎とするかは文献による。
- 碁聖・本因坊秀策と日本棋院の祖・本因坊秀甫。「圭玉」とも呼ばれる。
- 山崎照朝と添野義二 - 山崎を龍、添野を虎とし、「極真の龍虎」という異名で、キックボクシング・空手道で活躍[7]。劇画『空手バカ一代』でも取り上げられた。

## 龍虎と呼ばれる架空の人物
- 桐生一馬と冴島大河 - 桐生を龍（堂島の龍）、冴島を虎。お互い背中に龍と虎の刺青が彫られており、さらにカウンター技では桐生は「古牧流虎落とし」、冴島は「猛虎 龍墜」を習得している。

## その他の用法
- 龍虎 (能) - 能の演目。五番目物の打合物。
- 日本のプロ野球で、中日ドラゴンズ対阪神タイガース戦のこと。